# Synidotea worliensis
Synidotea worliensis är en kräftdjursart som beskrevs av Joshi och Bal 1959. Synidotea worliensis ingår i släktet Synidotea och familjen tånglöss. Inga underarter finns listade i Catalogue of Life.